# Verbascum freynianum
Verbascum freynianum är en flenörtsväxtart som beskrevs av Borb.. Verbascum freynianum ingår i släktet kungsljus, och familjen flenörtsväxter. Inga underarter finns listade i Catalogue of Life.